# Jan Bonnevier (läkare)
Jan Erik Bonnevier, född 19 januari 1929 i Karlskoga, död 10 januari 2006 i Växjö, var en svensk barn- och ungdomspsykiater. 
Bonnevier, som var son till kontorschef Carl Bonnevier och Elsa Thüring, avlade studentexamen i Karlskoga 1948, blev medicine kandidat vid Uppsala universitet 1951 och medicine licentiat vid Lunds universitet 1957. Han var amanuens på histologiska institutionen vid Uppsala universitet 1951–1952, vikarierande underläkare på olika lasarett och extra provinsialläkare i Hällefors distrikt 1954–1958, underläkare vid psykiatriska kliniken på Akademiska sjukhuset 1957–1958, underläkare och biträdande överläkare vid barnpsykiatriska kliniken där 1958–1959 och 1961–1963, vid barnavdelningen på Nyköpings lasarett 1959–1961 och överläkare vid barn- och ungdomspsykiatriska kliniken på Växjö lasarett från 1963.